# Howard Kanovitz
Howard Kanovitz (Fall River (Massachusetts), 9 februari 1929 - New York, 3 februari 2009) was een Amerikaans kunstschilder en graficus.

## Leven en werk
Kanovitz studeerde van 1945 tot 1951 schilderkunst aan de Rhode Island School of Design en werkte nadien een jaar als assistent van Franz Kline in New York. In 1962 stelde hij voor het eerst in New York, alleen tentoon. In het kader van de tentoonstelling Art of the  60's waren een aantal van zijn werken  te zien in het Museum Ludwig. Kanovitz nam deel aan de 4.documenta van 1968 en documenta 5 van 1972.
In de jaren 1950 behoorde hij tot de abstracte expressionisten. Na een aantal reizen door Europa werd hij echter aanhanger van het neo-realisme en werd hij een der belangrijkste vertegenwoordigers van het hyperrealisme. In het begin plaatste hij foto's ín zijn schilderijen. Later wijzigde hij van techniek en plaatste hij delen van  zijn composities ruimtelijk in reliëf.  Een van zijn bekendste werken is  Ausstellungseröffnung in het Museum Ludwig in Keulen.
In de jaren 1970 maakte  Kanovitz verschillende afbeeldingen met de positie van de fotograaf in zijn atelier als thema. In het begin van de jaren 1970 maakte hij zijn werken  met airbrush, maar aan eind jaren 1970 gebruikte hij weer meer pastelkrijt.